# Пуентес-В'єхас
Пуентес-В'єхас (ісп. Puentes Viejas) — муніципалітет в Іспанії, у складі автономної спільноти Мадрид. Населення — 649 осіб (2010).
Муніципалітет розташований на відстані близько 60 км на північ від Мадрида.
На території муніципалітету розташовані такі населені пункти: (дані про населення за 2010 рік)
- Паредес-де-Буїтраго: 119 осіб
- Серрада-де-ла-Фуенте: 84 особи
- Сінко-Вільяс: 50 осіб
- Манхірон: 396 осіб
- Преса-де-Пуентес-В'єхас: 0 осіб
- Сантільяна-і-Преса-дель-Вільяр: 0 осіб

## Демографія
Динаміка населення (INE ):

## Галерея зображень

Розташування муніципалітету у автономній спільноті Мадрид